# Люнг, Йон
Йон Люнг (норв. John Lyng; 22 августа 1905[…], Тронхейм, Тронхейм — 18 января 1978[…], Берум) — норвежский государственный и политический деятель. Член Консервативной партии. Являлся премьер-министром Норвегии с 28 августа по 25 сентября 1963 года в коалиционном правительстве, состоявшем из Консервативной, Центристской, Христианско-демократической и Либеральной партий. Возглавил первое правительство за 28 лет, которое не возглавляла Рабочая партия.

## Ранний период жизни
Родился в Тронхейме в семье торговца Маркуса Хартмана Линга (1872—1938) и Марты Марии Хельберг (1885—1959) и получил степень кандидата юридических наук в 1927 году. Учился в Копенгагенском университете, Университете Осло и Гейдельбергском университете в 1931 году. В студенческие годы был активистом левой студенческой группировки «Мот Даг», а его пребывание в Веймарской республике в начале 1930-х годов вызвало у него сильную неприязнь к тоталитарным движениям, поскольку там набирал силу нацизм. До и после окончания Второй мировой войны работал юристом и судьей.
Присоединился к Норвежскому движению Сопротивления во время оккупации Норвегии нацистской Германией. Построил горную хижину Скарделла в Силене, примерно в 50 метрах от границы со Швецией, которую использовали в качестве форпоста бойцы сопротивления, такие как Одд Сёрли, Джонни Певик и Нильс Улин Хансен. Позже он бежал из страны и работал в юридической службе норвежской дипломатической миссии в Стокгольме с 1943 по 1944 год, а также в правительственной администрации Норвегии в изгнании в Лондоне до 1945 года.

## Политическая карьера
Изначально был членом Левой либеральной партии, возглавляя местное отделение с 1934 по 1935 год. Был членом исполнительного комитета городского совета Тронхейма с 1934 по 1940 год и в 1945 году, но перешёл в Консервативную партию в 1938 году, возглавляя отделение партии в Тронхейме до 1947 года. Был избран в Стортинг от округов Сёр-Трёнделаг и Нур-Трёнделаг в 1945 году и переизбран в 1949 году. Затем он не был депутатом парламента в течение одного срока, прежде чем снова был избран в 1957 и 1961 годах, на этот раз от Акерсхуса, и был избран лидером парламентской группы Консервативной партии. С 1955 по 1959 год был членом муниципального совета Шиен.
Его кратковременное пребывание на должности премьер-министра произошло в августе 1963 года после того, как два представителя Социалистической народной партии присоединились к вотуму недоверия 76-74 голосов против правительства Эйнара Герхардсена после дела компании Kings Bay, серии аварий на шахте в Ню-Олесунне. Он понял, что несоциалистическим партиям не хватает всего одного места для большинства в Стортинге, и что если они объединятся, то смогут сформировать правительство, пока Социалистическая народная партия воздерживается. Собрал коалицию, которая начала исполнять обязанности 28 августа. Социалистический вотум недоверия был всего лишь протестом и демонстрацией, и кабинет лейбористов был восстановлен месяц спустя после того, как Социалистическая народная партия снова оказала поддержку лейбористам. Пока он был премьер-министром, Эбба Хаслунд заняла его место в парламенте Норвегии.
Хотя он был в должности всего месяц, он доказал, что несоциалистические партии способны сформировать правительство. После выборов 1965 года несоциалистические партии получили большинство, и Пер Бортен стал премьер-министром, а Йон Люнг — министром иностранных дел. В 1970 году его сменил Свенн Страй.
С 1964 по 1965 год занимал должность губернатора округа Осло и Акерсхус. Также добивался членства Норвегии в ЕЭС.

## Личная жизнь
Женился на враче Гизеле Герде Маргарете Лутц (1907—1941) в 1932 году. Развелись в 1940 году. В 1944 году женился на адвокате Лив Годагер (1918—1989).
Провёл последние годы жизни за написанием мемуаров. Скончался в 1978 году, после того как годом ранее ему поставили диагноз рака.